# Mongolská hokejová reprezentace
Mongolská hokejová reprezentace se zúčastňuje Mistrovství světa od roku 2007. Reprezentuje Mongolský svaz ledního hokeje, který je členem IIHF od roku 1999. V zemi hraje celkem 154 hráčů, z toho: - 66 mužů, 44 žen a 44 juniorů. Předsedou Mongolského hokejového svazu je Sumija Ganjargal. V Mongolsku jsou tři hokejové stadiony, všechny nekryté. Mongolsko se v žebříčku IIHF pohybuje mezi 45. a 46. místem.

## Turnaje

### Mistrovství světa
V kvalifikační divizi III Mistrovství světa v ledním hokeji startovalo poprvé Mongolsko v roce 2007 a poté ještě třikrát (2008, 2010 a 2012). Dvakrát bylo přihlášeno, ale účast na poslední chvíli odřeklo (2009, 2011). Vždy skončilo poslední ve skupině a všech 17 zápasů prohrálo. Na turnaj v roce 2013 nepostoupilo, když v kvalifikaci skončilo na třetím místě. Mělo by se vrátit v roce 2023 a hostit turnaj 4. divize v Ulánbátaru.

#### Účast
| MS        | Úroveň                 | Místo turnaje         | Umístění | Celkově   |
| --------- | ---------------------- | --------------------- | -------- | --------- |
| MS – 2007 | Divize III             | Dundalk               | 5. místo | 45. místo |
| MS – 2008 | Divize III             | Kockelscheuer         | 6. místo | 46. místo |
| MS – 2010 | Divize III B           | Jerevan               | 4. místo | 48. místo |
| MS – 2012 | Divize III             | Erzurum               | 6. místo | 46. místo |
| MS – 2013 | Divize III kvalifikace | Abú Zabí              | 3. místo | 47. místo |
| MS – 2023 | Divize IV              | Ulánbátar             | 2. místo | 53. místo |
| MS – 2024 | Divize IV              | Kuvajt                | 1. místo | 53. místo |
| MS – 2025 | Divize III B           | Santiago de Querétaro |          |           |

#### Bilance podle soupeřů
| soupeř        | Z  | V | VP | PP | P  | VG | OG  |
| ------------- | -- | - | -- | -- | -- | -- | --- |
| Filipíny      | 1  | 0 | 0  | 1  | 0  | 6  | 7   |
| Gruzie        | 1  | 1 | 0  | 0  | 0  | 6  | 0   |
| Indonésie     | 1  | 1 | 0  | 0  | 0  | 5  | 1   |
| Irsko         | 2  | 0 | 0  | 0  | 2  | 4  | 19  |
| JAR           | 4  | 0 | 0  | 0  | 4  | 9  | 46  |
| Kuvajt        | 1  | 1 | 0  | 0  | 0  | 8  | 0   |
| Lucembursko   | 3  | 0 | 0  | 0  | 3  | 2  | 24  |
| Nový Zéland   | 1  | 0 | 0  | 0  | 1  | 1  | 10  |
| Řecko         | 3  | 0 | 0  | 0  | 3  | 7  | 19  |
| SAE           | 1  | 0 | 0  | 0  | 1  | 2  | 3   |
| Severní Korea | 3  | 0 | 0  | 0  | 3  | 3  | 51  |
| Turecko       | 2  | 0 | 0  | 0  | 2  | 3  | 21  |
| Celkem        | 23 | 3 | 0  | 1  | 19 | 56 | 201 |

### Asijské zimní hry
Na hokejovém turnaji Asijských zimních her startovalo poprvé Mongolsko v roce 1999 a od té doby vynechalo jen hry v roce (2007). Při prvních dvou startech prohrálo oba zápasy v základní skupině a v zápasech o 5. místo s Kuvajtem v roce 1999 vyhrálo v prodloužení a s Thajskem v roce 2003 prohrálo. V roce 2011 a 2017 startovalo v 1. divizi, kde celkem šestkrát prohrálo a pětkrát vyhrálo.

#### Účast
| Rok  | Místo turnaje         | Umístění | V | VP | PP | P | VG | OG |
| ---- | --------------------- | -------- | - | -- | -- | - | -- | -- |
| 1999 | Kangnung, Jižní Korea | 5. místo | 0 | 1  | 0  | 2 | 6  | 58 |
| 2003 | Aomori, Japonsko      | 6. místo | 0 | 0  | 0  | 3 | 4  | 52 |
| 2011 | Astana, Kazachstán    | 9. místo | 3 | 0  | 0  | 3 | 35 | 37 |
| 2017 | Sapporo, Japonsko     | 8. místo | 2 | 0  | 0  | 3 | 25 | 23 |

#### Bilance podle soupeřů
| soupeř      | Z  | V | VP | PP | P  | VG | OG  |
| ----------- | -- | - | -- | -- | -- | -- | --- |
| Bahrajn     | 1  | 1 | 0  | 0  | 0  | 21 | 1   |
| Kazachstán  | 2  | 0 | 0  | 0  | 2  | 1  | 65  |
| Hongkong    | 1  | 1 | 0  | 0  | 0  | 8  | 6   |
| Jižní Korea | 2  | 0 | 0  | 0  | 2  | 2  | 37  |
| Kuvajt      | 2  | 1 | 1  | 0  | 0  | 8  | 6   |
| Kyrgyzstán  | 1  | 0 | 0  | 0  | 1  | 3  | 13  |
| Malajsie    | 1  | 1 | 0  | 0  | 0  | 6  | 5   |
| SAE         | 2  | 0 | 0  | 0  | 2  | 4  | 15  |
| Singapur    | 1  | 1 | 0  | 0  | 0  | 8  | 0   |
| Thajsko     | 3  | 0 | 0  | 0  | 3  | 7  | 16  |
| Tchaj-wan   | 1  | 0 | 0  | 0  | 1  | 2  | 6   |
| Celkem      | 17 | 5 | 1  | 0  | 11 | 70 | 170 |

### IIHF Challenge Cup of Asia
V letech 2009 a 2010 se Mongolsko zúčastnilo turnaje IIHF Challenge Cup of Asia. Ani jednou se mu nepodařilo postoupit do semifinále. V letech 2011 a 2012 se Mongolsko turnaje nezúčastnilo. V roce 2013 postoupilo do semifinále a v boji o třetí místo získalo bronzové medaile. V letech 2014, 2015 a 2016 bronzové medaile obhájilo, v roce 2017 dosáhlo na stříbrné medaile a v roce 2018 v poháru zvítězilo. Celkem 22 zápasů vyhrálo a 16 prohrálo. 

#### Účast
| Rok  | Místo turnaje                     | Umístění | V | VP | PP | P | VG | OG |
| ---- | --------------------------------- | -------- | - | -- | -- | - | -- | -- |
| 2009 | Abú Zabí, Spojené arabské emiráty | 5. místo | 3 | 0  | 0  | 2 | 24 | 11 |
| 2010 | Tchaj-pej, Tchaj-wan              | 6. místo | 1 | 0  | 0  | 4 | 7  | 16 |
| 2013 | Bangkok, Thajsko                  | 3. místo | 5 | 0  | 0  | 2 | 51 | 18 |
| 2014 | Abú Zabí, Spojené arabské emiráty | 3. místo | 3 | 0  | 0  | 2 | 24 | 18 |
| 2015 | Tchaj-pej, Tchaj-wan              | 3. místo | 2 | 0  | 0  | 2 | 17 | 17 |
| 2016 | Abú Zabí, Spojené arabské emiráty | 3. místo | 2 | 0  | 0  | 2 | 21 | 26 |
| 2017 | Bangkok, Thajsko                  | 2. místo | 3 | 0  | 1  | 0 | 32 | 14 |
| 2018 | Pasay, Filipíny                   | 1. místo | 3 | 0  | 0  | 1 | 26 | 12 |
| 2019 | Kuala Lumpur, Malajsie            | 1. místo | 4 | 0  | 0  | 1 | 43 | 23 |

#### Bilance podle soupeřů
| soupeř    | Z  | V  | VP | PP | P  | VG  | OG  |
| --------- | -- | -- | -- | -- | -- | --- | --- |
| Filipíny  | 3  | 1  | 0  | 0  | 2  | 11  | 12  |
| Hongkong  | 5  | 1  | 0  | 0  | 4  | 18  | 20  |
| Indie     | 2  | 2  | 0  | 0  | 0  | 20  | 0   |
| Kuvajt    | 4  | 4  | 0  | 0  | 0  | 29  | 4   |
| Macao     | 3  | 3  | 0  | 0  | 0  | 18  | 3   |
| Malajsie  | 4  | 3  | 0  | 0  | 1  | 33  | 20  |
| Singapur  | 5  | 5  | 0  | 0  | 1  | 47  | 7   |
| SAE       | 6  | 1  | 0  | 1  | 4  | 10  | 22  |
| Thajsko   | 7  | 6  | 0  | 0  | 1  | 39  | 21  |
| Tchaj-wan | 4  | 0  | 0  | 0  | 4  | 7   | 43  |
| Celkem    | 34 | 19 | 0  | 1  | 14 | 202 | 132 |